# دیوانه (کندز)
کندز دیوانه (به لاتین: Dīvāneh) یک روستا در افغانستان است که در ولایت کندز واقع شده‌است.